# 豊田商事事件
豊田商事事件（とよたしょうじじけん）は、1980年代前半に発生した金の地金などを用いた悪徳商法（現物まがい商法）を手口とする組織的詐欺事件。「豊田商事問題」ともいう。
高齢者を中心に全国で数万人が被害に遭い、被害総額は2,000億円近くと見積もられている。当時、詐欺事件としては最大の被害額である。強引な勧誘によって契約させられた挙句に老後の蓄えを失った被害者も多い。
また、この詐欺事件が社会問題化したさなかの1985年6月18日、豊田商事会長の永野一男が、事件を取材中のマスコミの目前で殺害される事件が発生した。この事件については豊田商事会長刺殺事件を参照。

## 年表
- 1977年頃、永野一男が愛知県名古屋市で「豊田商事」の商号により金地金の商品取引を始める[2]。
- 1978年7月8日、営業目的を貴金属の販売、有価証券の保有利用等と定め、本店を東京都中央区銀座に置き、名目上の代表者を道添憲男とし、資本金5,000万円で法人化[2]。ただし、実体は金ブラック業者であり、ノミ行為による導入金によって組織を拡大、大阪・福岡各支店、岐阜・三重各営業所等を新設[2]。
- 1980年1月、同業者が外国為替管理法違反で摘発されたことをきっかけに名古屋支店で取りつけ騒ぎが発生したため、大阪支店に拠点を移す[2]。
- 1980年8月28日、永野が代表取締役に就任[2]。
- 1981年3月、「純金等ファミリー契約」販売開始[2]。
- 1981年4月22日、新たに「大阪豊田商事株式会社」を大阪市北区梅田に設立（資本金1,000万円）。代表取締役社長に永野が就任[2]。
- 1982年9月27日、大阪豊田商事株式会社を「豊田商事株式会社」に商号変更[2]。
- 1985年、豊田商事の商法が社会問題化。国民生活センターなどにより豊田商事関連の110番が設置された。
  - 4月、関連会社の鹿島商事の外務員が逮捕され、捜査が本格化する。
  - 6月18日、豊田商事会長刺殺事件が発生。
  - 7月1日、豊田商事が破産宣告を受け、破産管財人として弁護士の中坊公平が選出された。

## 手口
客は金の地金を購入する契約を結ぶが、現物は客に引き渡さずに会社が預かり「純金ファミリー契約証券」という証券を代金と引き替えに渡す形式をとった。このため客は現物を購入するのか確認できず、実態は証券という名目の紙切れしか手元に残らない現物まがい商法（ペーパー商法）と言われるものであった。豊田商事の営業拠点には金の延べ棒がこれ見よがしに積まれていたが、のちの捜査によってそれは「ニセモノ」であったことが明らかになっている。
また勧誘においてはおもに独居老人が狙われたのも特徴だった。まず電話セールスで無差別に勧誘し、脈ありと判断すると相手の家を訪問する。家に上がると線香をあげたり身辺の世話をしたり「息子だと思ってくれ」と言って人情に訴えるなど相手につけ込み契約を結ばせていった。
客を信用させるため、知名度がある企業とブランド名を悪用したりテレビCMを多数放映したほか、主催イベントで芸能人を起用している。そもそも「豊田商事」という社名自体、トヨタ自動車の系列と錯覚させるためにつけられたものであった。トヨタを盗用した理由は永野が中学校を卒業後、最初の就職先がトヨタ自動車のグループ企業である日本電装（現・デンソー）だったためと言われており、トヨタグループとの資本関係はなかった。これ以前よりトヨタグループの総合商社として豊田通商がすでに存在しているほか、山口県にも本項の企業と無関係の同名の紙製品業者「豊田商事株式会社」（1948年法人化。創業者の苗字に由来し、トヨタグループとは無関係）が存在しており、「豊田商事」が名前を似せたことで風評被害に見舞われた。
同様に鹿島商事（後述）も鹿島建設の系列企業であるかのように装っていたほか、ベルギーダイヤモンド（後述）は国内で仕入れた二束三文のダイヤモンドしか扱わないにもかかわらず、ベルギー大使館が新規開設のダイヤモンド販売業者に対し、業者側からの申し入れを受けて儀礼的に発行するあいさつ文を掲載するといった手法も使われていた。これらの手口は2000年代の詐欺や悪徳商法、セクトでも模倣されているケースがある。

### 系列会社による類似事件
豊田商事が次々に設立した同系会社でも、類似の詐欺事件が行われていることが明らかになっている。以下はその一例。

#### 鹿島商事
販売対象物を金からゴルフ会員権に変え、現物まがい商法に会員権商法を組み合わせた詐欺を行った。客が購入した会員権は自分ではプレーせず、これを「豊田ゴルフクラブ」という別会社に賃貸して、その賃貸収入を得ると謳っていたが、当のゴルフ場は申し訳程度に営業しているだけであり、ゴルフ会員権に資産価値はなかった。

#### ベルギーダイヤモンド
資産価値がほとんどない屑ダイヤを恒久資産になると称して、マルチまがい商法の手法で販売し、催眠商法の手口も悪用するなどして豊田商事本体と並ぶ多くの被害を出した。

### その他の事業会社
こうした詐欺的商法を行う会社の一方で、他の事業を行う会社も設立された。以下はその一例である。
- 海外タイムス - おもな事業は新聞の発行。
- 公共施設地図航空 - 航空会社。
- 公営競技施設株式会社 - 競輪の場外車券発売所賃貸および投票券の販売代行を行う目的で設立したが、競輪低迷により実現できなかった。

上記のほか、以下のような事業も計画されていた。
- インドネシア海軍の機材納入企業の設立（現地側の都合により実現せず）
- ハイチ共和国の国軍向け被服工場建設（現地側の都合により実現せず）
- 大洋商事（たいようしょうじ） - オーストラリアや沖縄に総合レジャークラブを設立し、会員権を売り出そうとしたが、オーストラリアでは外国人による土地取引に関する規制、沖縄では地元住民の反対運動で進められず、販売体制を構築する前に豊田商事本体が行き詰まり、頓挫。

また、上部組織として以下のような企業があった。
- 白道（びゃくどう） - グループの統括会社。宗教団体を目指していたと言う説もある。
- 銀河計画（ぎんがけいかく） - 由来は「銀河にある星の数ほどグループ会社を作りたい」という思惑とされる。

## 背景
当時、金に対する国民の関心は高まっており、1981年に国内金輸入量は史上最高を記録。このため私設の先物取引市場が横行し、それに伴う被害も多く、社会問題になっていた。豊田商事の前身の大阪豊田商事も、私設市場を舞台に先物取引を扱っていた業者の一つだった。
このため商品取引所法が改正され、商品先物取引は政府が公認した市場で指定した品目においてのみしか認められないようにするなど、先物取引を規制する政策が打ち出された。

## 被害者救済
破産時、売り上げの半分は従業員への給与の支払い（支店長クラスで基本給90万から140万+役職手当90万。これに支店の売り上げの0.5%が加算される）とその後の会社の運営資金として、残り半分は永野個人の先物取引での損失や会社としての事業の失敗によりほとんど消えており、豊田商事には資産と呼べるものは皆無だった。また、永野個人も殺害されたときの所持金は711円だった。しかし管財人となった中坊公平の率いるチームによって、今まで豊田商事が浪費した金が回収された。
中坊が率いる管財人チームの資金回収は徹底しており、豊田商事グループの賃貸先からの家賃や敷金、高額の給料を得ていた豊田商事の従業員が納めた税金まで回収し、その総額は100億円を越えた。一方、回収に対する妨害行為も多々発生しており、一部の暴力団や金融機関等は、管財人チームが回収した金の奪取や建物占有行為を強行した。
その後、特定商品等の預託等取引契約に関する法律（特定商品預託法）が制定された。この法律により、金などの預託取引契約に対して、一定期間内であれば理由の如何を問わず契約を解除できるクーリングオフ制度が導入された（なお預託取引契約は、一般的なクーリングオフ制度と異なり、店舗外での契約だけでなく、店舗内での契約に対してもクーリングオフ制度の適用がある）。

## 報道機関
テレビ中継では永野への「公開処刑」および瀕死となった永野の姿が映り、暴力表現に関する議論に繋がった。また一部の週刊誌（フォーカスなど）が殺害した犯人と血まみれとなった永野を掲載し、社会的非難を浴びた。なお、事件が起こる前後に事件現場前に多数のマスコミがいたため、各所で「マスコミは凶行を阻止できなかったのか」と言った自己批判の論調が多かった。
当時はこの凶行に心情的理解を示す者も少なくなかった。それは豊田商事の手法と被害の深刻さによるものである。「殺人犯」2人に対しては「懲役10年、もう1人には8年」という減軽された判決が下された。逮捕された犯人たちは当初「騙された老人たちに依頼されてやった」などと供述していたが、のちに現場にいた報道陣が「やれやれ」と煽り立てたため犯行に及んだという旨の主張をし、報道機関に対し裁判も起こしている。

## 豊田商事事件を契機に法定された法律
「特定商品等の預託等取引契約に関する法律（預託法）」が、豊田商事事件を契機として、詐欺的な販売預託商法を規制するために1986年に制定された。
この法律の適用事例は、事業者が、消費者が購入した物品等を事業者が預かって運用し消費者に配当等を支払う旨伝えて、物品を販売し預託させるが、実際にはその販売したはずの物品等やその運用実態は存在（つまり、「現物まがい」だという点）しないという事件である。
豊田商事事件は
1. 訪問販売などで同社が「金は値上がりする」などと勧誘し、消費者と「金（金地金）」の売買契約を締結する。
2. 1.と同時に「金は保有しているだけでは金利が付かない、当社に預けてもらえば賃借料を支払う」と説明、売りつけた金を豊田商事が賃借し、契約期間の賃借料を消費者に支払う。
3. 契約期間満了時には、豊田商事が金を引き渡すか時価で買い取り代金を消費者に支払う（実際には、契約を更新させることが多い）。

という事例で、このような詐欺罪を防ぐための法律が制定された。

### 豊田商事事件を主要な題材とした作品
- 地獄の黄金 小説・豊田商事
豊田商事事件を題材とした大下英治の小説。取引のあった暴力団や新宗教団体の名称は仮名となっている。
- 映画『コミック雑誌なんかいらない!』
内田裕也脚本・主演、滝田洋二郎監督により1986年に製作・公開された日本映画作品。1985年の世相を内田扮するワイドショーのリポーターの目線で描いたもので、豊田商事会長刺殺事件をモデルとした殺人事件の犯人をビートたけしが演じた。
- 土曜ワイド劇場15周年特別企画「金の夢は血に濡れて」- 1992年12月12日放送。主演は役所広司。永野一男は片岡鶴太郎が演じた。
- 小説『マネーゲーム』久間十義（1988年1月、河出書房新社/1990年10月、河出文庫）

### 類似業者
- 近未來通信 - 豊田商事とは直接関係はないが、IP電話を口実にして詐欺行為を行っている。
- 投資ジャーナル - 同時期に活動していた詐欺グループ。両者のトップは面識があったことでも知られている。

## 債権回収や問題提起に関わった人物

### 豊田商事破産事件管財人弁護士団
- 中坊公平
豊田商事破産事件管財人弁護士団管財人。活動が「プロジェクトX〜挑戦者たち〜」で取り上げられたが、整理回収機構の不適切な債権回収の責任を取って弁護士を廃業。2013年死去。
- 鬼追明夫
豊田商事破産事件管財人弁護士団管財人。
- 児玉憲夫
豊田商事破産事件管財人弁護士団管財人。
- 坂本堤
豊田商事破産事件管財人弁護士団に事務員として参加。後にオウム真理教の信者の脱会を手助けした。横浜市磯子区の自宅からオウム真理教の幹部により妻子とともに拉致され、殺害された（坂本堤弁護士一家殺害事件）。

### 豊田商事被害者弁護団
- 北野弘久 - 豊田商事被害者弁護団長を務める。
- 山口健一 - 豊田商事全国被害者弁護団連絡会議事務局長を務める。